# Powleczniczka grzybolubna
Powleczniczka grzybolubna (Krieglsteinera lasiosphaeriae Pouzar) – gatunek grzybów z rodziny Heterogastridiaceae.

## Systematyka i nazewnictwo
Pozycja w klasyfikacji według Index Fungorum: Krieglsteinera, Heterogastridiaceae, Heterogastridiales, Incertae sedis, Microbotryomycetes, Pucciniomycotina, Basidiomycota, Fungi.
Po raz pierwszy gatunek ten w 1951 r. opisał Gabriel Arnaud, nadając mu nazwę Jacobia conspicua. Jego diagnoza jednak jest błędna i nieważna, gdyż opisał go jako hyphomycetes, podstawki biorąc za konidiofory. W 1987 r. prawidłowo opisał go Zdeněk Pouzar na owocnikach grzyba Lasiosphaeria ovina w Czechosłowacji. Nazwą rodzajową uczcił niemieckiego mykologa Germana Josefa Krieglsteinera, nazwa gatunkowa pochodzi od rodzaju grzyba, na którym go opisał.
Powleczniczka grzybolubna należy do monotypowego rodzaju Krieglsteinera Pouzar 1987.
Polską nazwę zarekomendował Władysław Wojewoda w 2003 r.

## Morfologia
Teleomorfa
Na zainfekowanych perytecjach Lasiosphaeria ovina pojawiają się owocniki patogenu złożone z półprzezroczystych główek na wierzchołkach szklistych trzonków. Trzonki te (bazydiofory) są zaostrzone lub szydłowate (44,5-) 51–66,5 × 3–6 μm na wierzchołku, szkliste, z jedną przegrodą, dużą sprzążką bazalną i cienką lub średniej grubości ścianą komórkową (do 1,5 μm). Wyrastają po 3 lub 4 ze szklistych, lekko grubościennych strzępek o szerokości 10–23 μm. Na szczytach bazydioforów z pastorałek wyrastają po 2–3 podstawki o wymiarach 13,5–20 × 4–7 μm, szkliste, poprzecznie przedzielone, 4-komórkowe ze sprzążkami; komórka wierzchołkowa haczykowata, cienkościenna. Basidiospory elipsoidalne do kulistopodobnych, 4,5–7 (-8) x 2–3,5 μm, szkliste, cienkościenne, wytwarzane sukcesywnie w dużych masach, zlepione w dużą, śluzowatą kroplę. Czasami dzielą się i pojawiają się jako dwie komórki połączone krótką rurką koniugacyjną.
Anamorfa
Zbudowana ze szklistych, regularnie rozgałęzionych, cienkościennych strzępek ze sprzążkami. Konidia powstają sympodialnie na ich końcowych odcinkach, po ich uwolnieniu widoczne są na nich ząbki. Konidia wydłużone, o kształcie od elipsoidalnego do cylindrycznego, 8,5–13 × 3–4 μm, nieregularne u podstawy, szkliste, cienkościenne. Strzępki o grubości 2–4 μm, szkliste, cienkościenne do lekko grubościennych ze sprzążkami. Sporadycznie pojawiają się bulwiaste strzępki z żywiczną, refrakcyjną zawartością.

## Występowanie
Podano stanowiska Krieglsteinera lasiosphaeriae tylko w niektórych krajach Europy. W Polsce do 2003 r. jedyne stanowisko podał Z. Pouzar w Puszczy Białowieskiej w 1987 r. Zgłoszono jego występowanie w Danii, Anglii, Norwegii, Rosji i Stanach Zjednoczonych. Prawdopodobnie występuje znacznie częściej, niż wynikałoby to ze znanych stanowisk, ale jest rzadko obserwowany ze względu na drobne rozmiary.
Grzyb nagrzybny, pasożyt, rozwijający się na owocnikach Lasiosphaeria ovina rosnących na opadłych gałęziach drzew. Jego bazydiokarpy pojawiają się wyłącznie po kilku dniach chłodnych deszczów. W Polsce notowany na gałęziach lipy drobnolistnej, ale w innych krajach także na brzozach, dębach i jesionach.